# Nonius (cráter)
Nonius es un cráter de impacto lunar. Se encuentra en las accidentadas tierras altas del sur de la cara visible de la Luna. El lado noroeste y alrededor de la mitad del suelo interior del cráter están cubiertos por el borde y las rampas exteriores de la llanura amurallada de Walther. Alrededor de la mitad de su diámetro hacia el sureste se halla el cráter más pequeño Kaiser, y ligeramente más al sur se encuentra Fernelius.
|  |

La parte que queda del brocal de este cráter ha sido dañada por múltiples impactos, incluyendo la pareja de cráteres fusionados Nonius K y Nonius L que atraviesa el sector norte del brocal. El contorno restante es más similar a un hexágono que a una circunferencia. El suelo interior tiene una superficie desigual, con crestas bajas y una grieta formada por cráteres en la mitad occidental.

## Cráteres satélite

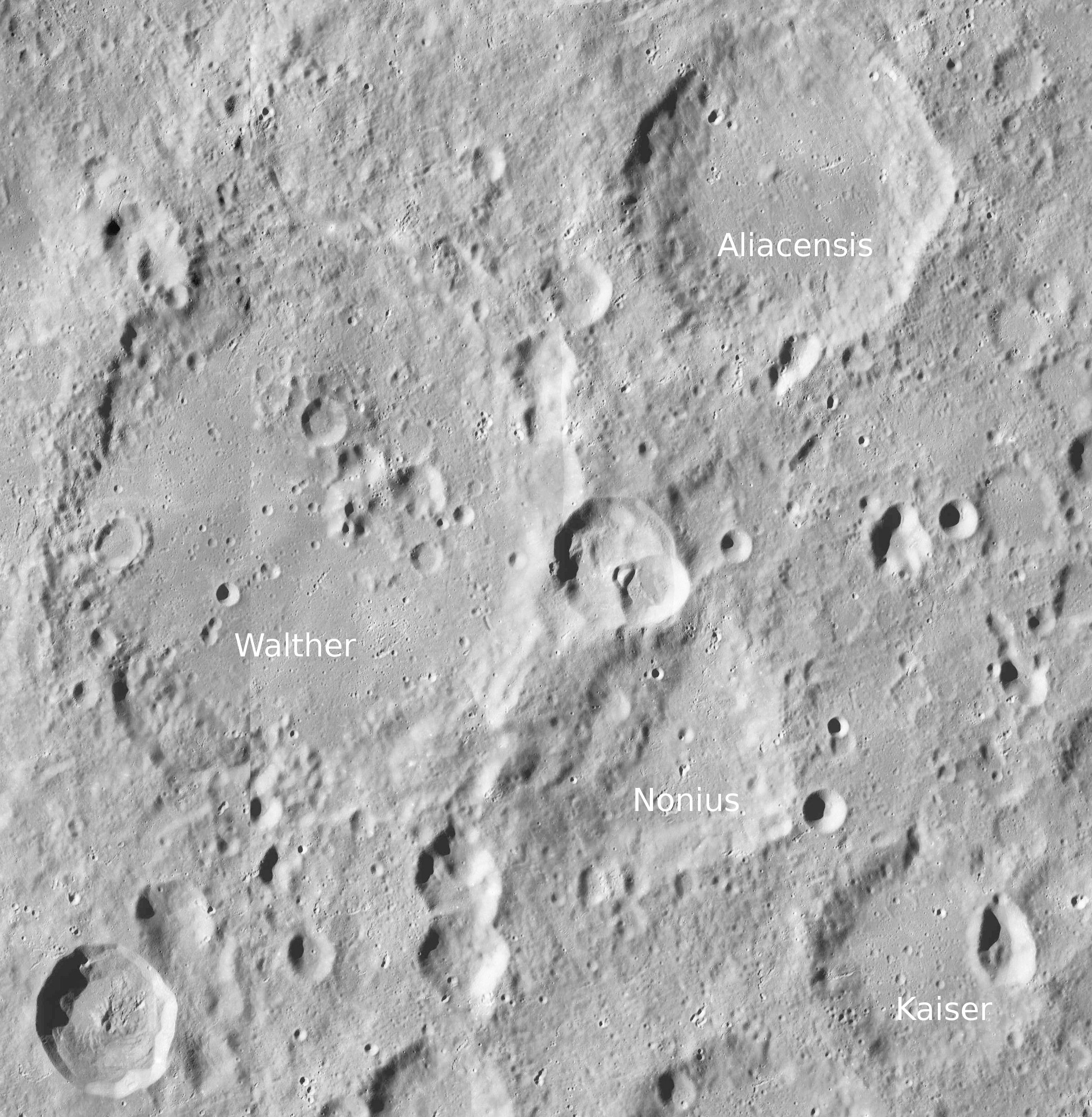
Entorno de Nonius. Fotografía de la misión Lunar Reconnaissance Orbiter

Por convención estos elementos son identificados en los mapas lunares poniendo la letra en el lado del punto medio del cráter que está más cercano a Nonius.
|        | \| Nonius \| Coordenadas \| Diámetro \| \| ------ \| --------------------------- \| -------- \| \| A \| 35°24′S 5°36′E / -35.4, 5.6 \| 10 km \| \| B \| 35°48′S 2°00′E / -35.8, 2.0 \| 21 km \| \| C \| 35°24′S 1°06′E / -35.4, 1.1 \| 7 km \| \| D \| 35°30′S 1°48′E / -35.5, 1.8 \| 6 km \| \| F \| 35°54′S 3°48′E / -35.9, 3.8 \| 7 km \| \| G \| 34°42′S 5°42′E / -34.7, 5.7 \| 6 km \| \| K \| 33°42′S 3°54′E / -33.7, 3.9 \| 18 km \| \| L \| 33°30′S 3°30′E / -33.5, 3.5 \| 31 km \| \| Q \| 35°54′S 4°12′E / -35.9, 4.2 \| 7 km \| \| R \| 35°54′S 3°18′E / -35.9, 3.3 \| 10 km \| \| S \| 34°48′S 4°18′E / -34.8, 4.3 \| 4 km \| |          |
| Nonius | Coordenadas | Diámetro |
| A      | 35°24′S 5°36′E / -35.4, 5.6 | 10 km    |
| B      | 35°48′S 2°00′E / -35.8, 2.0 | 21 km    |
| C      | 35°24′S 1°06′E / -35.4, 1.1 | 7 km     |
| D      | 35°30′S 1°48′E / -35.5, 1.8 | 6 km     |
| F      | 35°54′S 3°48′E / -35.9, 3.8 | 7 km     |
| G      | 34°42′S 5°42′E / -34.7, 5.7 | 6 km     |
| K      | 33°42′S 3°54′E / -33.7, 3.9 | 18 km    |
| L      | 33°30′S 3°30′E / -33.5, 3.5 | 31 km    |
| Q      | 35°54′S 4°12′E / -35.9, 4.2 | 7 km     |
| R      | 35°54′S 3°18′E / -35.9, 3.3 | 10 km    |
| S      | 34°48′S 4°18′E / -34.8, 4.3 | 4 km     |